# De dochter van de professor
De dochter van de professor is een Frans stripalbum, dat voor het eerst werd uitgegeven in oktober 1997 met Joann Sfar als schrijver en Emmanuel Guibert als tekenaar en inkleurder.

## Album
Het album is voor het eerst uitgeven in oktober 1997 door Dupuis.